# 小松島警察署
小松島警察署（こまつしまけいさつしょ）は、徳島県警察が管轄する警察署の一つである。

## 所在地
- 徳島県小松島市日開野町字崎田26番地

## 管轄区域
- 小松島市
- 勝浦郡
  - 勝浦町
  - 上勝町

## 沿革
- 1954年（昭和29年） - 小松島警察署発足。
- 2000年（平成12年） - 庁舎を小松島市日開野町字崎田26番地に移転。
- 2020年（令和2年）4月1日 - 和田島町駐在所を赤石町駐在所に統合。

## 交番
- ひのみね交番（小松島市中田町字新開33番地の2）

## 駐在所
- 田浦町駐在所（小松島市田浦町字大栗21番地の3）
- 立江町駐在所（小松島市立江町字鍋寺122番地の4）
- 赤石町駐在所（小松島市赤石町赤石7番67号）
- 坂野町駐在所（小松島市坂野町字松コロ59番地の13）
- 勝浦町生比奈駐在所（勝浦町大字中角字東山57番地4）
- 勝浦町横瀬駐在所（勝浦町大字棚野字西久保19番地4）
- 上勝町福原駐在所（上勝町大字福原字川北100番地5）

### かつてあった駐在所
- 神田瀬町駐在所（小松島市神田瀬町11番地の31）
- 和田島町駐在所（小松島市和田島町字西林154番地の6）
- 勝浦町坂本駐在所（勝浦町大字坂本字大伏尾32番地5）
- 上勝町高鉾駐在所（上勝町大字正木字平間111番地3）

## その他
2025年4月1日、徳島県警察だけでなく四国地方初となる女性警察署長として三浦充代警視が着任。